# 中国动画史
中国动画的历史一般被认为始于1922年的《舒振东华文打字机》。中国动画又被称为“美术片”，美术片包括卡通片、木偶片、剪纸片、折纸片等等。

## 早期历史
在公元前1世纪，西汉的丁緩发明了一种“附有许多奇异鸟类和神秘动物”的装置，据说能够“非常自然地运动”，英国历史学家李约瑟认为这种装置可能类似于西洋镜。然而，目前尚不清楚丁缓的发明是否是像西洋镜一样通过渐进变化的静态图像产生动起来的效果。
据《西京杂记》记载：

“长安巧匠丁缓者,为常满灯……又作九层博山香炉，镂为奇禽怪兽，穷诸灵异，皆自然运动。又作七轮扇，连七轮，大皆径丈。相连续，一人运之，满堂寒颤。”

《西京杂记》中的记载的博山炉

现代动画产业起源于1888年的巴黎，埃米尔·雷诺创作了第一部作品。在法国、德国、俄国和美国的大部分作品的影响下，中国动画诞生于20世纪20年代。1918年，第一部外国动画在上海出现——是一部名叫“从墨水瓶里跳出来”的美国动画。

## 探索时期(约1920–1945)
在1922年，万籁鸣制作出第一份卡通广告舒振东华文打字机。1924年，中华影片公司摄制了动画短片狗請客（黄文农创作）。1924年上海烟草公司也摄制出一个动画片过年（杨左匋创作）。这些都是早期的一些动画短片。
在1926年，万氏4兄弟：万籁鸣，万古蟾，万超尘和万涤寰在中国的长城画片公司工作，并非长城电影娱乐公司。万籁鸣，万古蟾制作出第一部时长为10至12分钟的黑白动画短片大闹画室，因此被认为是中国动画事业的开创者。万氏兄弟相信中国动画既能娱乐观众，也能有一些教育性、逻辑性和引人深思。他们想让中国动画更有独特性，把活动的电影胶片同2D动画电影结合起来在当时是一种普遍的趋势。一批有影响力的动画作品在上海播映，如美国动画大力水手、勃比小姐。
1935年，万氏兄弟着手生产中国第一部有声动画片骆驼献舞。 四年后的1939年，美国迪士尼公司的白雪公主也被了引进到上海，引起巨大的轰动。1941年，中国第一部动画长片铁扇公主在中国抗日战争这一非常困难的情况下制作出来，它使用转描机技术。随后，这部《铁扇公主》被引进到了日本的电影院放映，有一位名叫手冢治虫的少年在影院当中观看了这部影片之后，迷上了动画这种艺术，后来成了日本著名的漫画家，手冢治虫将万籁鸣当做自己的偶像。

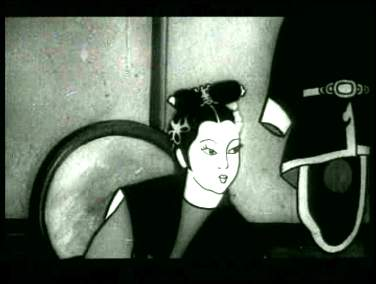
中国第一部动画长片铁扇公主

## 稳定发展（1946-1949）
在1946年10月1日，东北电影制片厂（a northeast motion picture studio）在嫩江省的兴山（今属黑龙江省鹤岗市）建立起来。这是至今所知的第一个由中国共产党建立的电影制片厂。1947年，东北电影制片厂制作了一部木偶片皇帝梦 ，运用夸张的手法揭露了中国国民党的腐败与黑暗。1948年，东北电影制片厂摄制完成了一个方明（即持永只仁）担任导演的动画作品瓮中捉鳖（1948）。 1949年，东北电影制片厂美术片组在卡通股的基础上设立。1949年，中华人民共和国成立。

## 成立上海美术电影制片厂(1950–1965)
1950年2月东北电影制片厂美术片组南迁上海，成为上海电影制片厂的组成部分，万氏兄弟以及钱家骏、虞哲光、马国亮、包蕾等一大批艺术家先后加入了美术片组又从中央美术学院、苏州美术专科学校、北京电影学校等美术院校吸收了一大批美术工作者。随着美术片组南迁的，还有日本的动画师持永只仁。持永只仁在上海花费时间创作了谢谢你，小花猫、小猫钓鱼。1953年，他回到日本，这是在这一时期唯一一位在中国和日本两国的动画都参与过的美术工作者。1956年，上海电影制片厂创作了中国第一部彩色动画乌鸦为什么是黑的，在意大利威尼斯国际儿童电影节上获奖。
1957年，上海美术电影制片厂(一般简称为“上海美影厂”)在上海电影制片厂的美术片组的基础上成立。随后，万氏兄弟结合民间的剪纸艺术探索出剪纸片—《猪八戒吃西瓜》也是中国的第一部剪纸片。虞哲光研究出中国第一部折纸片—《聪明的鸭子》。 中国第一部水墨动画片—《小蝌蚪找妈妈》也在这一时期诞生。
1959年，美术片大闹天宫开始筹备，由万籁鸣、唐澄担任导演，主创团队奔赴各地古迹景点采风考察，看京剧，到动物园观察动物，甚至为了画好仙女的动作去学习舞蹈。1961年，大闹天宫上集上映，1964年大闹天宫完成下集制作。
这部作品在海外上映之后引发了动画业界的轰动，《世界报》曾评论说：“《大闹天宫》不但有一般美国迪士尼作品的美感，而且造型艺术又是迪士尼式艺术所做不到的，它完美地表达了中国的传统艺术风格。”
可以说的是在短片播放，上海电影制片厂严格地扩大了毛泽东的反右运动，遵循类似“百花齐放，百家争鸣”的言论。毛泽东公然承认了新美术作品和体系对于新中国是重要的。从此开始，他的政治运动显示出对动画产业的强烈反应。黄金年代结束。

## 文化大革命的冲击(1966–1976)
在文化大革命于1967年全面爆发前，动画被认为是一个奇迹性的技术进步。在当时的背景之下，毛泽东促进了动画产业的发展，为的是贯彻百花齐放、百家争鸣方针和作为一个有用的政治宣传工具。他也给动画产业送去一份很危险的信息，他的政权假意允许言论自由並迅速反悔開始迫害異見人士。對動畫產業的衝擊广泛地在红卫兵的破坏中进行，一些動畫界人士被批鬥並被集中下放到农村、工厂，接受“劳动改造”。《大闹天宫》的导演之一万籁鸣遭受迫害。大多数动画师不被允許繼續製作動畫。被迫害的動畫界人數在1966年到1972年成指数形增长，让动画产业受到灾难性的打击。
中国动画事业在這十年間几乎陷入停滞直到1976年文革的结束。1972年开始，上海美术电影制片厂才恢复生产动画制作。动画作品有1973年的小號手，一個名叫“小勇”的小男孩成为了参加了红军，在红军的教育与锻炼下，小勇成为了英勇的战士。同一年出品的还有小八路，故事讲述了抗戰時期一個參加共產黨游擊隊與日本軍隊进行對抗的男孩。还有东海小哨兵，故事讲述一个名叫小红的小女孩偷偷跟随三名化妆成解放军的中華民國國軍特务，最终协助中国人民解放军消灭敌人的故事。

## 改革开放(1977–1985)
文化大革命嚴重损害了中国的动画事业。在中國的藝術家被槍決時，在1960年到1989年这20年内从电影院的角度来观察，香港从美国进口了大量動畫。美国的米高梅或迪士尼的動畫占據影院。從动画的来源的角度上看，日本已成为动画在远东地区的主要生产基地。他们输出电视动画到香港，欧洲和中东国家，大量经过播放的同类节目直接送回国内。一些比较有名的节目类似于口袋妖怪和变形金刚，后者伴随着一款最成功的超能勇士(玩具)。
尽管如此，中国的动画产业也在新的政策下重新开始。上海美术电影制片厂在20世纪80年代制作219部动画电影短片或者动画长片。1979年的哪吒闹海标志第一部新时期的动画长片，随后还有天书奇谭 (1983)、金猴降妖 (1985)。 动画短片有雪孩子 (1980), 崂山道士 (1981), 鹿铃 (1982) 和  三个和尚 (1980)。
因为一部分家庭开始拥有电视机之类的大件家电，所以这一时期，中国动画虽然仍然维持统购统销，但是开始出现了在电视台播放的电视系列动画片，如阿凡提的故事（1981）、黑猫警长（1984）。

## 转型变革时代(1986–2003)
美国和日本大量商业动画片引进促使了整个中国动画的变革。从20世纪80年代后期开始，一方面是中国的电视台大量播出来自美国和日本的商业动画片；另一方面在中国的广东省出现了给美国、日本做动画片代工的企业，如深圳翡翠动画、深圳太平洋动画、深圳彩菱动画、深圳朝日动画、珠海驰胜动画等等，这些公司以优厚的报酬吸引了中国大量的动画人才前来工作。于是，上海美影厂大量的人才从上海美影厂辞职，坐上了南下广东省的火车。他们在代工的过程中学习日本、美国等国家的动画技术，也导致了原有的中国动画曾经的创作经验失去了传承。
而且从20世纪90年代开始，因为中国从社会主义计划经济向市场经济的转轨，以前美术片实行的是统购统销政策，由中影公司对美术片实施统一购买。而从1993年之后，中影逐步取消统购统销美术片，上海美影厂被迫向商业动画片的方向转型。
上海美术电影制片厂的导演金国平：
|  | 在1993年之前, 无论你做出的动画如何，北京都会决定你生产出什么产品，你就会的到什么样的收入。 |

中国动画从20世纪90年代开始随着国际动画制作开始使用电脑去创作，如上海美影厂的第一部商业动画电影作品--《宝莲灯 》就采用了电脑制作模式。越来越多的动画学院采用了更为昂贵的来自 Autodesk, Newtek 和Adobe等公司的软件来完成动画制作。

## 21世纪新中国动画学派（2004–）
新中国动画学派是在21世纪出现，具体表现为动画创作生产的数字化，传播方式互联网化，接受终端多屏化。
为了扶持中国动画的发展，中共中央、国务院在《关于进一步加强和改进未成年人思想道德建设的若干意见》中提出要“积极扶持国产动画片的创作、拍摄、制作和播出”。
从2005年开始，广电总局开始实行《关于实行优秀国产动画片推荐播出办法的通知》。广电总局要求，从2006年9月1日起，在每天的17：00到20：00禁止播出境外动画片，要求国产动画片每季度播出数量不少于60%。另外地方政府按分钟数对国产动画片发放补贴，极大地促进了国产动画的发展，导致了很多动画公司的成立；同时也带来了一些问题——一些公司为了骗取补贴而抄袭，比如《高铁侠》被认为是抄袭他国的作品。
为了满足动画业界的人才培养，国家广电总局将北京电影学院动画学院、中国传媒大学动画学院、吉林动画学院、中国美术学院等列入国家级动画教学研究基地。 截止2008年，中国国内已经有447所高校开设了动画相关专业。截止2011年，全国高等院校动画专业毕业生达到60万人。
这一时期，中国的电视动画产量呈现上升趋势。2004年开始随着日本、美国动画的外包加工转向印度、越南等国家和地区，国内的动画团队逐步转向国内原创动画的生产。2004年，中国动画产量为21800分钟，到了2011年，中国动画产量达到了220530分钟，中国动画产量位居世界第一。
这一时期，中国的动画电影也有一定的成就。2006年，中国第一部3D动画电影—魔比斯环上映。虽然1.3亿元的成本只换来了300多万票房，但是魔比斯环的制作方环球数码却被称为是中国三维动画人才的 “黄埔军校”，后来的十月文化、可可豆动画、大千阳光、两点十分动漫等公司均有当年参与环球数码制作的学员。2009年，《喜羊羊与灰太狼之牛气冲天》上映，靠着电视动画带来的热度，喜羊羊电影票房突破8000万元，这给中国动画行业注入了强心针，大家都受到了鼓舞。2015年7月上映的《西游记之大圣归来》在中国动画电影商业化上面取得了巨大的成功，取得了9.56亿元人民币票房纪录，让更多资本敢于投资动画电影，也推动了中国动画的发展。